# Mummery-Kliff
Das Mummery-Kliff ist ein bis zu 1250 m hohes Kliff im ostantarktischen Coatsland. Es ragt südöstlich des Whymper Spur im Pioneers Escarpment der Shackleton Range auf.
Das UK Antarctic Place-Names Committee benannte es 1971 nach dem britischen Bergsteiger Albert Mummery (1855–1895), Entwickler eines gleichfalls nach ihm benannten Expeditionszelts.